# 30e parallèle nord
Pour les articles homonymes, voir 30e parallèle.
En géographie, le 30e parallèle nord est le parallèle joignant les points de la surface de la Terre dont la latitude est égale à 30° nord.

## Géographie

### Dimensions
Dans le système géodésique WGS 84, au niveau de 30° de latitude nord, un degré de longitude équivaut à 96,486 km ; la longueur totale du parallèle est donc de 34 735 km, soit environ  86,7% de celle de l'équateur. Il en est distant de 3 320 km et du pôle Nord de 6 682 km,.
Comme tous les autres parallèles hormis l'équateur, le 30e parallèle nord n'est pas un grand cercle et n'est donc pas la plus courte distance entre deux points, même situés à la même latitude. Par exemple, en suivant le parallèle, la distance parcourue entre deux points de longitude opposée est 17 368 km ; en suivant un grand cercle (qui passe alors par le pôle nord), elle n'est que de 13 364 km.

### Durée du jour
À cette latitude, le soleil est visible pendant 14 heures et 5 minutes au solstice d'été, et 10 heures et 13 minutes au solstice d'hiver.

### Pays traversées

#### Amérique
Mexique,
États-Unis (Texas, Louisiane, Floride).

#### Afrique
Maroc,
Algérie,
Libye,
Égypte.

#### Asie
Israël,
Jordanie,
Arabie saoudite,
Irak,
Iran,
Afghanistan,
Pakistan,
Inde,
Népal,
Chine,
Japon (Îles Tokara).

## Référence
1. ↑  « Length of a Degree of Latitude and Longitude », National Geospatial-Intelligence Agency
2. ↑  T. Vincenty, « Direct and Inverse Solutions of Geodesics on the Ellipsoid with application of nested equation », avril 1975
3. 1 2  « Vincenty formula for distance between two Latitude/Longitude points »
4. ↑  « Duration of Daylight/Darkness Table for One Year », Astronomical Applications Department of the U.S. Naval Observatory